# Artem Kasjanow
Artem Andrijowycz Kasjanow, ukr. Артем Андрійович Касьянов (ur. 20 kwietnia 1983 w Stachanowie) – ukraiński piłkarz, występujący na pozycji defensywnego pomocnika.

## Kariera piłkarska

### Kariera klubowa
Kasjanow zaczynał swoją piłkarską karierę w rodzinnym Stachanowie, w 1989 roku. Od 1997 był zawodnikiem pierwszej drużyny Dynama Stachanow. W niższych ligach grał do 2000 roku, kiedy to przeszedł do drugoligowej drużyny Stal Ałczewsk, kierowanej przez Anatolija Wołobujewa. W nowym klubie pokazał się z bardzo dobrej strony. Najlepszy był dla niego sezon 2003/2004, kiedy w 29 meczach zdobył 4 bramki, zaliczył również 4 występy w rozgrywkach o Puchar Ukrainy. Razem zagrał w barwach Stali 63 razy w drugiej lidze (7 bramek) i 8 razy w rozgrywkach pucharu krajowego. W 2005 roku awansował z drużyną do Wyszczej Lihi. W 2007 przeszedł Metałurha Donieck, a następnego sezonu do FK Charków. Latem 2009 przeniósł się do Czornomorca Odessa. Podczas przerwy zimowej sezonu 2009/10 odeski klub zrezygnował z usług piłkarza. Potem wyjechał do Kazachstanu, gdzie bronił barw Ordabasy Szymkent. Na początku stycznia 2016 opuścił kazachski klub, a w lutym zasilił skład Metalista Charków. W maju 2016 anulował kontrakt z charkowskim klubem, a 7 czerwca 2016 został piłkarzem kazachskiego Żetysu Tałdykorgan. 21 stycznia 2017 przeniósł się do Ałtaju Semej. Jednak w lutym okazało się, że klub nie awansował do najwyższej ligi, po czym piłkarz anulował kontrakt z Ałtajem. 5 kwietnia 2017 wrócił do Żetysu Tałdykorgan. 7 stycznia 2018 zasilił skład Okżetpesu Kokczetaw, w którym grał do końca roku.

### Kariera reprezentacyjna
W 2003 rozegrał jeden mecz w młodzieżowej reprezentacji Ukrainy.

## Sukcesy i odznaczenia
- zdobywca Pucharu Kazachstanu: 2011
- mistrz Kazachskiej Pierwszej lihi: 2018